# Marvel Entertainment
Marvel Entertainment, LLC (fostul Marvel Enterprises) a fost o companie americană de divertisment formată în 1998 prin fuziunea a Marvel Entertainment Group, Inc. și Toy Biz. A fost cunoscută în principal pentru produse de consum, licențiere și benzi desenate de Marvel Comics, dar și pentru intrarea sa de la început în producerea de filme și seriale, inclusiv cele ale Universului Cinematografic Marvel (UCM).
La data de 31 decembrie 2009, Walt Disney Company a achiziționat Marvel Entertainment pentru 4 miliarde de dolari, transformând-o într-o societate cu răspundere limitată de atunci. Pentru partea financiară, Marvel a fost raportat în principal ca parte a segmentului Consumer Products al Disney încă de când Marvel Studios a fost reorganizat ca parte a Walt Disney Studios.
În decursul anilor, Marvel a intrat în diverse parteneriate și negocieri cu alte companii printr-o varietate de afaceri, cum ar fi licențe de film cu Sony Pictures Entertainment prin Columbia Pictures pentru filme cu Omul-Păianjen și Universal Pictures (pentru distribuirea de filme solo cu Hulk  produse de Marvel Studios cu dreptul de prim refuz) și acorduri de licențiere pentru parcuri de distracții cu IMG Worlds of Adventure și Universal Parks & Experiences (cu drepturi pentru personaje Marvel specifice în Island of Adventures și Universal Studios Japan). În afara contractului său cu Universal Parks & Experiences, personajele și proprietățile Marvel au apărut și la Disney Parks.
Pe 29 martie 2023, operațiunile lui Marvel Entertainment, inclusiv Marvel Comics și Marvel Games, au fost împăturite în unitățile mai mari de afaceri ale Disney.

## Unități

### Foste
- Hero World Distribution
- Malibu Comics
- Marvel Films
- Marvel Mania Restaurant (Marvel Restaurant Venture Corp.)
- Marvel Enterprise division
  - Marvel Interactive
    - Online Entertainment
    - Software Publishing

  - Fleer Corporation
    - Panini Group

  - SkyBox International
- Marvel Productions
- Welsh Publishing

### Din 2011
Unitățile funcționale ale companiei includ:

#### Divizii
- Marvel Toys (fost Toy Biz): o companie care produce jucării deținută din 1990 de Isaac Perlmutter.
- Spider-Man Merchandising, L.P.: o societate deținută de Marvel și Sony Pictures Consumer Products Inc. care deține drepturile de autor pentru filmele cu Spider-Man.
- Marvel Television.

#### Subsidiare
- Marvel Entertainment International Limited (Regatul Unit)
- Marvel Property, Inc. (Delaware)
- Marvel Internet Productions LLC (Delaware)
- Marvel Toys Limited (Hong Kong)
- MRV, Inc. (Delaware)
- MVL Development LLC (Delaware)
- Marvel Film Productions LLC (Delaware)
- MVL International C.V. (Olanda)
- Marvel Studios: o companie care produce filme.
- Marvel Animation: Subsidiara care supraveghează producțiile de animație Marvel.[8][9]